# Darío Segovia
Darío Segovia (18 de març de 1932 - 20 de gener de 1994) fou un futbolista paraguaià.

## Selecció del Paraguai
Va formar part de l'equip paraguaià a la Copa del Món de 1958.